# 小林伸一郎
小林 伸一郎（こばやし しんいちろう、1956年 - ）は、日本の写真家。

## 写真展
- 小林伸一郎写真展（東京都写真美術館、2005年）[1] - 東京都写真美術館
- 小林伸一郎写真展「海人」（なかた美術館、2008年）[2]
- 小林伸一郎写真展（八戸市市制施行80周年イベント、2009年）[3]

## 出版物
- AMERICAN TWINS―小林伸一郎写真集 (ACTUAL PHOTOS SERIES)（1992年、マガジンハウス）ISBN 483870397X
- 廃墟遊戯（1998年、メディアファクトリー）ISBN 4889916407
- 廃墟漂流（2001年、マガジンハウス）ISBN 4838713223
- 廃墟をゆく (Dethtopia series)（2002年、二見書房）ISBN 4576022261
- JAPAN NEW MAP（2003年、イースト・プレス）ISBN 4872573196
- NO MAN’S LAND 軍艦島 (Japanese deathtopia series)（2004年、講談社）ISBN 4063528057
- 亡骸劇場 (JAPAN DEATHTOPIA SERIES)（2006年、講談社）ISBN 4062134179
- 東京ディズニーシー Tokyo DisneySea 5th Anniversary（2006年、講談社）ISBN 406339753X
- 最終工場 (JAPAN DEATHTOPIA SERIES)（2007年、マガジンハウス）ISBN 4838717806
- 廃墟遊戯 Handy Edition（2008年、メディアファクトリー）ISBN 4840121230
- 海人 UMIHITO 1977～1988（2008年、金の星社）ISBN 432307123X
- HACHINOHE CITY（2009年、講談社）ISBN 4062155842
- 神様 OH MY GOD!―小林伸一郎写真集（2010年、日本カメラ社）ISBN 4817921269
- 島波 瀬戸内景（2011年、講談社）ISBN 4063787141

## 受賞歴
- 第38回講談社出版文化賞写真賞（2007年）